# 輻射轉移
輻射轉移（英語：radiative transfer）是以電磁輻射形式進行能量轉移的物理現象。經由介質傳播的輻射會受到吸收、發射和散射的影響。輻射轉移方程式就是以數學方式描述這些交互作用。描述輻射轉移現象的方程式稱為輻射轉移方程式，它被廣泛應用在光學、天文物理學、大氣科學和遙測上。輻射轉移方程式在簡單狀況下存在解析解，但在實際狀況下常包含複雜的多重散射效應，此時必須使用數值方式求解。

## 輻射場
輻射轉移現象所描述的對象為輻射場（），而輻射場通常表達成譜輻射率（）關於位置 {\displaystyle \mathbf {r} }、方向 {\displaystyle {\hat {\mathbf {n} }}} 和時間 {\displaystyle t} 的的函數，寫成 {\displaystyle I_{\nu }(\mathbf {r} ,{\hat {\mathbf {n} }},t)}。
譜輻射率 {\displaystyle I_{\nu }} 的定義如下。考慮一個位於 {\displaystyle \mathbf {r} } 的單位面積 {\displaystyle \operatorname {d} \!a}，如果在單位時間 {\displaystyle \operatorname {d} \!t} 內，有輻射能量 {\displaystyle \operatorname {d} \!E_{\nu }} 從單位立體角 {\displaystyle \operatorname {d} \!\Omega } 流經單位面積 {\displaystyle \operatorname {d} \!a}，且頻率介於 {\displaystyle \nu } 和 {\displaystyle \nu +{\operatorname {d} \!\nu }} 這個區間之內（輻射的極化在這裡被忽略），則
{\displaystyle \operatorname {d} \!E_{\nu }=I_{\nu }(\mathbf {r} ,{\hat {\mathbf {n} }},t)\cos {\theta }\,{\operatorname {d} \!a}\,{\operatorname {d} \!\Omega }\,{\operatorname {d} \!t}\,{\operatorname {d} \!\nu }}，
其中 {\displaystyle \theta } 是輻射的單位向量 {\displaystyle {\hat {\mathbf {n} }}} 和單位面積法向的夾角。譜輻射率的單位是以能量/(時間⋅面積⋅立體角⋅頻率)表示，在MKS单位制中，就是W·m-2·sr-1·Hz-1。
當一個區域內所有的點在所有方向上某一時刻的 {\displaystyle I_{\nu }(\mathbf {r} ,{\hat {\mathbf {n} }},t)} 都被指定，就構成一個輻射場。另外，譜輻射率為輻射度量學名詞，在傳統天文學領域常常稱為比強度（specific intensity）。

## 輻射轉移方程式
輻射轉移方程式是譜輻射率的微分方程式。先考慮一維的情形，令 {\displaystyle s} 是沿著輻射路徑傳播的距離；假如輻射通過真空，則它的譜輻射率不隨著輻射傳遞而改變，於是有
{\displaystyle {\operatorname {d} \!{I_{\nu }} \over \operatorname {d} \!s}=0}。
現在考慮輻射通介質，則有三種交互作用會導致輻射轉移：
- 因為吸收（absorption）而失去能量
- 因為發射（emission）而獲得能量
- 因為散射（scattering）而重新分配能量

所以輻射轉移方程式可寫為
{\displaystyle {\operatorname {d} \!{I_{\nu }} \over \operatorname {d} \!s}=j_{\nu }-\alpha _{\nu }I_{\nu }}。
此處 {\displaystyle j_{\nu }} 是物質的譜發射係數，{\displaystyle \alpha _{\nu }} 是物質的譜衰減係數，而且可寫成 {\displaystyle \alpha _{\nu }=\alpha _{\nu ,{\rm {a}}}+\alpha _{\nu ,{\rm {s}}}}，下標裡的 a 與 s 分別表示與吸收和散射的成分。在天文物理學中，常引入光深度 {\displaystyle \tau } 的概念；對上式使用 {\displaystyle \operatorname {d} \!\tau =\alpha \operatorname {d} \!s} 進行變數變換，可得到
{\displaystyle {\operatorname {d} \!{I_{\nu }} \over \operatorname {d} \!\tau _{\nu }}=S_{\nu }-I_{\nu }}，
其中 {\displaystyle S_{\nu }\equiv j_{\nu }/\alpha _{\nu }} 是源函數。當所有頻率 {\displaystyle \nu } 的源函數都等於譜輻射率的時候，可得到 {\displaystyle {\operatorname {d} \!I}/{\operatorname {d} \!s}=0}，彷彿輻射是通過真空一樣，這就是輻射平衡（radiative equilibrium）條件。
如果考慮三維情形，輻射轉移方程式可寫為
{\displaystyle \left[{\frac {1}{c}}{\frac {\partial }{\partial t}}+\left({\hat {\mathbf {n} }}\cdot \nabla \right)\right]I_{\nu }=j_{\nu }-(\alpha _{\nu ,{\rm {a}}}+\alpha _{\nu ,{\rm {s}}})I_{\nu }+{\frac {\alpha _{\nu ,{\rm {s}}}}{4\pi }}\int _{\Omega }I_{\nu }{\operatorname {d} \!\Omega }}，
其中 {\displaystyle c}是光速。等式左邊的微分算子用法向導數取代了對 {\displaystyle s} 的導數，還納入了 {\displaystyle I_{\nu }} 的時間導數；等式右邊第三項考量的是從四面八方散射而來的輻射，故取 {\displaystyle I_{\nu }} 的角度平均。

## 輻射轉移方程式的解
求解輻射轉移方程式是非常耗力的工作。不過可以依據各種形式的吸收和發射係數，進行適當簡化。譬如說，如果將吸收和散射忽略，只考慮物質的發射，則一維輻射轉移方程式的通解可以寫成：
{\displaystyle I_{\nu }(s)=I_{\nu }(s_{0})\,e^{-\tau (s_{0},s)}+\int _{s_{0}}^{s}j_{\nu }(s')\,e^{-\tau (s',s)}{\operatorname {d} \!s'}}，
這裡的 {\displaystyle \tau (s_{1},s_{2})} 是兩個位置 {\displaystyle s_{1}} 和 {\displaystyle s_{2}} 中間介質的光深度：
{\displaystyle \tau (s_{1},s_{2})\ {\stackrel {\mathrm {def} }{=}}\ \int _{s_{1}}^{s_{2}}\alpha _{\nu }(s)\,ds}。

### 局部熱力平衡
一個特別有用的輻射轉移方程式簡化是局部熱力平衡（local thermodynamic equilibrium）狀態。這個狀態中，介質包含許多「局部」達到熱平衡的粒子，因此有一個可定義的溫度。但輻射場並非處在平衡狀態，並且是由大量存在的粒子驅動。在局部熱力平衡的介質中，發射係數和吸收係數只是溫度和密度函數，而且兩者的關係式為
{\displaystyle {\frac {j_{\nu }}{\alpha _{\nu }}}=B_{\nu }(T)}，
其中 {\displaystyle B_{\nu }(T)} 是溫度 {\displaystyle T} 時的黑體輻射的譜輻射率（即普朗克黑體輻射定律）。此時，輻射轉移方程式的解為
{\displaystyle I_{\nu }(s)=I_{\nu }(s_{0})e^{-\tau (s_{0},s)}+\int _{s_{0}}^{s}B_{\nu }(T(s'))\alpha _{\nu }(s')e^{-\tau (s',s)}\,{\operatorname {d} \!s'}}。
了解介質的溫度和密度剖面曲線之後，就足以計算輻射轉移方程式的解。

### 愛丁頓近似
愛丁頓近似（Eddington approximation）是輻射轉移方程式的一種近似解，適用於氣象學中的平面平行大氣（plane-parallel atmosphere）模型及天文學中的灰色大氣模型。在這些模型裡，大氣的各種熱力性質呈現層狀（slab-like）分布，換句話說，它們只會在垂直於層狀大氣的方向上（定義為 {\displaystyle z} 軸）發生變化，而不會在平行方向上出現變化。輻射路徑 {\displaystyle s} 上的變化量與 {\displaystyle z} 軸上的變化量的關係為
{\displaystyle {\operatorname {d} \!s}={\frac {\operatorname {d} \!z}{\cos {\theta }}}={\frac {\operatorname {d} \!z}{\mu }}} 。
我們稍後會解說定義 {\displaystyle \mu =\cos \theta } 的作用。由於考慮的是平面平行大氣，所以我們預期譜輻射率也只是 {\displaystyle z} 和 {\displaystyle \mu } 的線性函數。使用變數變換 {\displaystyle {\operatorname {d} \!s}={\operatorname {d} \!z}/\mu } ，代入一維輻射轉移方程式，則有
{\displaystyle \mu {\frac {\partial {I_{\nu }}}{\partial z}}=j_{\nu }-\alpha _{\nu }I_{\nu }}
另一方面，我們定義譜輻射率 {\displaystyle I_{\nu }} 關於 {\displaystyle \mu } 的第 {\displaystyle j} 階動差：
{\displaystyle M_{j}\equiv {\frac {1}{2}}\int _{-1}^{+1}\mu ^{j}I(\mu ){\operatorname {d} \!\mu }}，
之所以引入動差的概念，是因為在平面平行大氣中，有許多輻射相關的物理量是 {\displaystyle \mu =\cos \theta } 的函數，只要使用變數變換 {\displaystyle {\operatorname {d} \!\mu }=-\sin {\theta }\;{\operatorname {d} \!\theta }} ，就可以在角度積分中簡化算式。具體來說，假設 {\displaystyle A(\cos {\theta })} 是任意 {\displaystyle \mu =\cos \theta } 的函數，則 {\displaystyle A(\cos {\theta })} 對於所有方向的立體角積分為
{\displaystyle \int A(\cos {\theta }){\operatorname {d} \!\Omega }=\int _{\phi =0}^{2\pi }\int _{\pi =0}^{\pi }{A(\cos {\theta })\sin {\theta }\,{\operatorname {d} \!\theta }\,{\operatorname {d} \!\phi }}=2\pi \int _{-1}^{+1}{A(\mu )\,{\operatorname {d} \!\mu }}}。
{\displaystyle I} 關於 {\displaystyle \mu } 的前幾階動差是
{\displaystyle J={\frac {1}{2}}\int _{-1}^{1}{I(\mu ){\operatorname {d} \!\mu }}}，
{\displaystyle H={\frac {1}{2}}\int _{-1}^{1}{\mu I(\mu ){\operatorname {d} \!\mu }}}，
{\displaystyle K={\frac {1}{2}}\int _{-1}^{1}{\mu ^{2}I_{\nu }(\mu ){\operatorname {d} \!\mu }}}。
此處 {\displaystyle J} 是輻射強度的角度平均（angle-averaged intensity），它恰好與能量密度 {\displaystyle U} 成正比；{\displaystyle H} 是愛丁頓通量（Eddington flux），與輻射通量 {\displaystyle F} 成正比；{\displaystyle K} 也與輻射壓 {\displaystyle P} 成正比。
所謂的愛丁頓近似就是將平面平行大氣中的輻射場視為「近似於各向同性」、但是有關於 {\displaystyle \mu =\cos {\theta }} 的一階異向性，簡單來說，就是假定 {\displaystyle I} 關於 {\displaystyle \mu } 的泰勒級數只保留到一次項，於是 {\displaystyle I} 成為 {\displaystyle \mu } 線性函數：
{\displaystyle I(z,\mu )=a(z)+b(z)\mu }。
將這個函數代入上述動差的公式，可以得到 
{\displaystyle J=a(z),\quad \,H={\frac {b(z)}{3}},\quad K={\frac {a(z)}{3}}}。
於是得到愛丁頓近似的重要結果：
{\displaystyle K={\frac {J}{3}}}。
這等價於各項同性輻射場的重要條件 {\displaystyle P=U/3}，不過差別在於愛丁頓近似適用於稍微具有異向性的輻射場。愛丁頓近似是由天文學家亞瑟·愛丁頓在研究恆星大氣時所提出。
愛丁頓近似與雙流近似不同。雙流近似是假設空間分為兩塊區域，輻射在其中一邊固定以某方向傳播，在另一邊固定以另一方向傳播。

## 註腳
1. ↑  對於輻射相關的物理量而言，「譜」字（spectral）通常意味著該物理量是關於波長或頻率的導數；如果是對頻率微分，記號通常會加一個下標 {\displaystyle \nu }；如果是對波長微分，記號通常會加一個下標 {\displaystyle \lambda }。
2. ↑  MKS制單位為W·m−2·sr−1·Hz−1。
3. ↑  MKS制單位為m−1，又常被稱為不透明度。
4. ↑  為了方便起見，以下輻射相關物理量中的下標 {\displaystyle \nu } 被省略了。

## 延伸閱讀
- Chandrasekhar, Subrahmanyan. . New York: Dover. 1960. ISBN 978-0-486-60590-6.
- Lenoble, Jacqueline. . A. Deepak. 1986. ISBN 978-0937194058.
- Grant William, Petty.  2nd edition, illustrated. Madison: Sundog. 2006 [2004]. ISBN 9780972903318.
- Mihalas, Dimitri; Weibel-Mihalas, Barbara. . Oxford University Press. 1984. ISBN 0-486-40925-2.
- Thomas, Gary. E.; Stamnes, Knut. . Cambridge: Cambridge University Press. 1999  [2024-01-09]. ISBN 0-521-40124-0. （原始内容存档于2024-01-09） （英语）.
- McLinden, Chris. . 1999-07-22. （原始内容存档于2022-01-13） （英语）.